# Friedrichsruhe
Friedrichsruhe is een gemeente in de Duitse deelstaat Mecklenburg-Voor-Pommeren, en maakt deel uit van het Landkreis Ludwigslust-Parchim.
Friedrichsruhe telt 882 inwoners.